# アンパッサン
アンパッサンあるいはアンパサン (フランス語: en passant) は、チェスで相手のポーンが初手で2マス進んできて自分のポーンの隣に並んだ場合、その直後の1手でのみ、まるで相手ポーンが1マスしか進んでいなかったかのように取ることができる特殊なルール。

## 概要
特定のランクまで進めたポーンに適用されるルールである。敵（相手）のポーンが通過したマスに、自分のポーンを移動させる。このとき、敵のポーンは盤上から取り除かれる。
アンパッサンは、フランス語で「通過の途中で」又は「通過しながら」という意味がある。敵のポーンが2マス移動する途中で、まるでそのポーンが1マスしか動いていないかのように取る動きを表現している。通常はフランス語圏以外でも“en passant”と呼ばれる。また、日本チェス協会 (JCA) では「通過捕獲」という訳語をあてている。
棋譜を書くときのアンパッサンの記号は「e.p. 」となる（例：20. exd6 e.p.）。

## ルール
- 相手のポーンが通過したマスに、自分のポーンを移動させて駒を取る事ができる。相手のポーンを取らずに、そのマスへ移動することはできない。
- アンパッサンができるのは、次のポーンに限られている。
  - 5ランクまで進ませたポーンと、隣接する 4ランクまで進ませたポーン
- アンパッサンはチェスにおいての権利である。放棄して、他の手を指しても問題はない。

### アンパッサンの条件

アンパッサンの動き

『やさしいチェス入門』21頁から。
1.ポーン同士である。
2.相手の駒が2マス進んだ直後のみ。
3.隣接しているポーンである。

## 実戦例

### 実際にアンパッサンを行った例
1. c4　Nf6　2. g3　c6　3. Nc3　d5　4. cxd5　cxd5　5. d4　e6　6. Nf3　Qb6　7. Qc2?　Nc6　8. e3　Be7　9. Bd2　Bd7　10. Rc1　Rc8　11. Na4　Qd8　12. Bb5?　0-0　13. Nc5　Bxc5　14. dxc5　a6　15. Bd3?　e5!　16. Bf5　e4　17. Bxd7　Nxd7　18. Nc4　Nde5　19. Ke2　Qf6!　20. f4　exf3 e.p.+
このゲームの対局者は不明。黒は20手目でアンパッサンを行った。その後21. Kf1　Nxd4　22. exd4　Nc6　23. Qd3　Nxd4　24. Bc3　Rxc5?　25. Bxd4?　Rxc1+　26. Kf2　Rc2+　27. Qxc2　Qxd4+　28. Kxf3　f5　29. Rd1　Qe4+　30. Qxd4　fxe4+と進行し白が投了した。

### アンパッサンを行わなかった例
1. b3　e5　2. Bb2　Nc6　3. c4　Nf6　4. Nf3　e4　5. Nd4　Bc5　6. Nxc6　dxc6　7. e3　Bf5　8. Qc2　Qe7　9. Be2　0-0-0　10. f4?
このゲームは1970年の春にベオグラードで開催されたソ連チーム対世界チーム戦において、ソ連チームのボリス・スパスキーと世界チームのベント・ラーセンが対局した4局中2局目のゲームである。白のラーセンが10手目を指した局面で黒はアンパッサンが可能な局面となったが、ここで10. …　exf3 e.p.??とアンパッサンでf4のポーンを取ると白に11. Qxf5+と指されて黒はf5のビショップを取られてしまう。さらに11. …　Kb8とキングを逃げた後12. Qxf3とf3のポーンも取られて白の必勝形となる。実戦では黒のスパスキーが10. …　Ng4!と指した後11. g3　h5　12. h3　h4　13. hxg4　hxg3　14. Rg1　Rh1!!　15. Rxh1　g2　16. Rf1　Qh4+　17. Kd1　gxf1/Q+と進行しラーセンが投了した。

## 備考
- もともとアンパッサンは、ポーンが1マスずつしか進めなかった時代のチェスの名残であると言われている。